# Учетворење појмова
Учетворење појмова (лат. quaternio terminorum) је логичка грешка која се јавља када категорички силогизам има четири термина.

## Примери
1. премиса: Језик је чуло укуса.
2. премиса: Прва одлика народа је језик.
закључак: Прва одлика народа је чуло укуса.
Овај силогизам је погрешан, није ваљан јер у њему имамо два средња појма, а не један како тражи правило. Иста реч „језик“ означава један појам у већој, а други у мањој премиси. Отуда уместо три имамо четири појма у силогизму и зато је он неправилан, а конклузија неистинита. У основи ове логичке грешке лежи језичка појава еквивокације, односно хомонимије.
1. премиса: Град је временска непогода.
2. премиса: Неки људи живе у граду.
закључак: Неки људи живе у временским непогодама.
У овом примеру проблем настаје због хомонимије. У овом примеру реч град има више различитих значења што доводи до логичке грешке.